# Tango 3.0
Tango 3.0 es un álbum de estudio de la banda de Música electrónica Gotan Project. Esté liberado en 2010 por XL Records.

## Pistas
1. "Tango Square" – 3:46
2. "Rayuela" – 4:27
3. "Desilusión" – 4:24
4. "Peligro" – 3:57
5. "La Gloria" –	3:47
6. "Mil Millones" – 5:49
7. "Tu Misterio" – 3:21 (feat. Daniel Melingo)
8. "De Hombre a Hombre" – 3:25
9. "El Mensajero" – 2:35
10. "Panamericana" – 4:33
11. "Érase Una Vez" – 4:20

## Personal (del deluxe edition)
- Philippe Cohen Solal - guitarra eléctrica, graves, teclados, silbato, bautiza FX
- Eduardo Makaroff - guitarra acústica y eléctrica
- Christoph H. Müller - bajos, teclados, tenori-encima, vocoders, programación, bautiza FX
- Cristina Vilallonga - vocals

### Personal adicional
- Gustavo Beytelmann - piano.
- Nini Flores - bandoneón.
- Rodrigo Guerra - musical sierra, mandolin.
- Dr. John - Hammond B3 órgano (en "Tango Plaza").
- Línea Kruse - violín.
- Franco Luciani - armónica.
- Daniel Melingo - vocals y clarinete en "Tu Misterio".
- Victor Hugo Morales - comentarista de fútbol (relator de fútbol) en "La Gloria".
- Rudi Flores - guitarra acústica
- Romain Lecuyer - doble-bajos
- Cecile Audebert - Arpa

### Las cuerdas y los cuernos arreglados y conducidos por Gustavo Beytelmann
- Cyril Garac (Dirigente), Corine Auclin, Noelle Barbereau, Véronique Bohn, David Braccini, Michel Dietz, David Galoustov, Nicolas Gros, Philippe Huynh: violines
- Francoise Bordenave, Cécile Brossard, Sébastien Leva: violas
- Lionel Allemand, Etienne Samuel: cellos
- Cécile Audebert: arpa
- Claude Egéa: trompeta
- Denis Leloup: trombone
- André Villeger, Rémi Sciuto: saxófonos

### El coro de los niños en Rayuela
- Emilia Fullana, María & Miguel Makaroff, Maylis & Noela Müller, Pablo Muñoz, Inés Salamanca, Maria Paulina Spucches, Mateo & Rafael Rodríguez

### El coro de los niños dirigido por
- Sandra Rumolino

### Personal técnico
- Gotan Project: producción, composición, ingeniería y mezclando (en Substudioz)
- Didier Pouydesseau: ingeniería (en Estudio Acousti)
- Chris Finney: ingeniería para Dr. John (en La Cabaña de Música)
- Laurent Jais: ingeniería para Daniel Melingo (en Estudio Acousti)
- Greg Calbi: mastering (En Sterling Sonido, Nueva York)
- Benjamin Joubert: editando (en Translab, París)

### Información adicional
- Toda música compuesta por Gotan Project.
- Letras por Eduardo Makaroff en pistas 3, 6 y 7; 5, 7 y 16 por Sergio Makaroff en pistas 4 y 9, por Philippe Cohen Solal & Eduardo Makaroff en pistas 10 y 11, por Gotan Project en pista 2 (deluxe edición)
- Todas las canciones publicadas por Science & Melodie Publishing.
- "Rayuela" Contiene partes de lecturas por Julio Cortázar de su libro "Rayuela" (de "Voz Viva de América Latina") y de "Preámbulo un las Instrucciones para dar Cuerda al Reloj", utilizado por permiso amable de Agencia Literaria Carmen Balcells, UNAM, La Casa de las Américas